# Sae Nakazawa
Sae Nakazawa (jap. 中澤 さえ Nakazawa Sae; ur. 1 czerwca 1983) – japońska judoczka. Olimpijka z Pekinu 2008, gdzie zajęła dziewiąte miejsce w wadze półciężkiej.
Wicemistrzyni świata w 2005 i 2007. Uczestniczka zawodów w 2009. Startowała w Pucharze Świata w latach 2002 i 2006. Złota medalistka igrzysk azjatyckich w 2006. Triumfatorka mistrzostw Azji w 2004 i 2005 roku.

## Letnie Igrzyska Olimpijskie 2008
| Konkurencja | Eliminacje           | Klas. końcowa |
| Konkurencja | Przeciwnik I         | Miejsce       |
| ----------- | -------------------- | ------------- |
| 78 kg       | Lucia Morico (ITA) P | 9.            |